# 2008–2009-es montenegrói labdarúgó-bajnokság (első osztály)
A T-Com Prva Liga a legfelső szintű labdarúgó-bajnokság Montenegróban. Az idény 2008. augusztus 9-én rajtolt 12 csapattal, és 2009. június 7-én ért véget. A címvédő a Budućnost Podgorica volt.

## A bajnokság csapatai
| A 2008–2009-es montenegrói nemzeti labdarúgó-bajnokság csapatai |                    |                         |                  |
| A csapat teljes neve                                            | A csapat székhelye | Stadion                 | Befogadóképesség |
| Budućnost Podgorica                                             | Podgorica          | Stadion Pod Goricom     | 17 000           |
| Dečić                                                           | Tuzi               | Stadion Tuško Polje     | 1 000            |
| Grbalj                                                          | Kotor              | Stadion u Radanovićima  | 1 500            |
| Jedinstvo Bijelo Polje                                          | Bijelo Polje       | Gradski Stadion         | 5 000            |
| Jezero                                                          | Plav               | Stadion Pod Racinom     | 5 000            |
| Kom                                                             | Podgorica          | Stadion Zlatica         | 3 500            |
| Lovćen                                                          | Cetinje            | Stadion Obilića Poljana | 2 000            |
| Mogren                                                          | Budva              | Stadion Lugovi          | 4 000            |
| Petrovac                                                        | Petrovac           | Stadion Pod Malim Brdom | 530              |
| Rudar                                                           | Pljeva             | Gradski Stadion         | 10 000           |
| Sutjeska                                                        | Nikšić             | Stadion kraj Bistrice   | 10 800           |
| Zeta                                                            | Golubovci          | Stadion Trešnjica       | 7 000            |

## A bajnokság menete
A kiírás három fordulóból áll. Az első két fordulóban minden egyes csapat játszik minden csapattal egy oda-vissza meccset, így 22 meccset játszanak. A harmadik fordulót a 22. játéknapi utáni állás alapján alakul ki, és ezzel lesz 33 mérkőzés.
Egyenes ágon az utolsó, azaz a 12. csapat esik ki, míg a 10. és 11. helyen végző csapatok egy kétfordulós rájátszásban két második osztályú csapattal mérkőznek meg a bennmaradásért.

### Előző szezonban kiesett csapatok
- Mladost Podgorica - 12. helyen végzett
- Bokelj - 10. helyen végzett (rájátszás által esett ki)

### Előző szezonban feljutott csapatok
- Jezero - a második osztály bajnoka
- Jedinstvo - 3. helyen végzett (rájátszás által került fel)

## Állás
| #   | Csapat              | M  | GY | D  | V  | G+ – G– | GK  | P  | Megjegyzések                    |
| --- | ------------------- | -- | -- | -- | -- | ------- | --- | -- | ------------------------------- |
| 1.  | Mogren              | 33 | 23 | 5  | 5  | 62–24   | +38 | 74 | Bajnokok Ligája (selejtező)     |
| 2.  | Budućnost Podgorica | 33 | 21 | 7  | 5  | 72–34   | +38 | 70 | Európa-liga (1. selejtezőkör)   |
| 3.  | Sutjeska            | 33 | 18 | 9  | 6  | 45–23   | +22 | 63 | Európa-liga (1. selejtezőkör)   |
| 4.  | Grbalj              | 33 | 15 | 5  | 13 | 47–34   | +13 | 50 |                                 |
| 5.  | Rudar               | 33 | 12 | 5  | 16 | 39–37   | +2  | 41 |                                 |
| 6.  | Petrovac            | 33 | 12 | 5  | 16 | 42–56   | −14 | 41 | Európa-liga (2. selejtezőkör) ¹ |
| 7.  | Lovćen              | 33 | 10 | 10 | 13 | 23–25   | −2  | 40 |                                 |
| 8.  | Kom                 | 33 | 10 | 7  | 16 | 33–43   | −10 | 37 |                                 |
| 9.  | Zeta                | 33 | 13 | 7  | 13 | 36–41   | −5  | 46 | 10 pont levonva, így 36 pontos  |
| 10. | Jezero              | 33 | 9  | 6  | 18 | 30–62   | −32 | 33 | Osztályozó                      |
| 11. | Dečić               | 33 | 9  | 4  | 20 | 23–45   | −22 | 31 | Osztályozó                      |
| 12. | Jedinstvo           | 33 | 7  | 8  | 18 | 28–56   | −28 | 29 | Druga Liga                      |

Utolsó frissítés: 2009. június 10. 
Forrás: FSCG 
A rangsorolás alapszabályai: 1. összpontszám, 2. győzelmek száma, 3. egymás elleni eredmények összpontszáma,  4. egymás elleni eredmények gólkülönbsége, 5. egymás elleni eredmények szerzett góljainak száma 6. gólkülönbség, 7. szerzett gólok száma.
(B): Bajnokcsapat, (K): Kieső csapat, (F): Feljutó csapat, (I): Kupainduló, (R): A rájátszás győztese, (KGY): Kupagyőztes

¹ - A 2008-09-es kupa győztes

## Osztályozó
A 10. helyezett (Jezero) a másodosztály 3. helyezettjével (Mornar), míg a 11. helyezett (Dečić) a másodosztály 2. helyezettjével (Mladost Podgorica) játszik.

### Első forduló
| 2009. június 3. 17:30 (CEST) | Mladost Podgorica | 0 – 2 | Dečić | Cvijetni Brijeg Stadium, Podgorica |
| 2009. június 3. 17:30 (CEST) |                   |       |       | Cvijetni Brijeg Stadium, Podgorica |

| 2009. június 3. 17:30 (CEST) | Mornar | 2 – 1 | Jezero | Stadion Topolica, Bar |
| 2009. június 3. 17:30 (CEST) |        |       |        | Stadion Topolica, Bar |

### Második forduló
| 2009. június 7. 17:30 (CEST) | Dečić | 0 – 1 | Mladost Podgorica | Stadion Tuško Polje, Tuzi |
| 2009. június 7. 17:30 (CEST) |       |       |                   | Stadion Tuško Polje, Tuzi |

| 2009. június 7. 17:30 (CEST) | Jezero | 0 – 0 | Mornar | Stadion Pod Racinom, Plav |
| 2009. június 7. 17:30 (CEST) |        |       |        | Stadion Pod Racinom, Plav |

Dečić és Mornar játszanak majd a 2009-10-es idényben.